# Miss Monde 2009
Miss Monde, est la 58e élection de Miss Monde, qui s'est déroulée le 12 décembre 2009 au Gallagher Convention Centre à Johannesbourg, en Afrique du Sud.
112 pays et territoires ont participé à l'élection. L'Afrique du Sud organise le concours pour la deuxième année consécutive.
La gagnante est la Gibraltarienne Kaiane Aldorino, Miss Gibraltar 2009 succédant à la Russe Ksenia Soukhinova, Miss Monde 2008, et devenant ainsi la première Miss Gibraltar et la première gibraltarienne de l'histoire à remporter le titre. C'est la deuxième année consécutive qu'une Européenne remporte le titre.

## Résultats
| Résultat Final  | Candidates |
| --------------- | --- |
| Miss Monde 2009 | - Gibraltar - Kaiane Aldorino |
| 1re dauphine    | - Mexique - Perla Beltrán |
| 2e dauphine     | - Afrique du Sud - Tatum Keshwar |
| 3e dauphine     | - France - Chloé Mortaud |
| 4e dauphine     | - Canada - Lena Ma |
| Top 7           | - Panama - Nadege Herrera - Colombie - Daniela Ramos |
| Top 16          | - Brésil - Luciana Reis - Inde - Pooja Chopra - Japon - Eruza Sasaki - Kazakhstan - Dina Nouralieva - Corée - Kim Joo-ri - Modèle:MTQ (1931-2019) - Ingrid Littré - Pologne - Anna Jamróz - Sierra Leone - Mariatu Kargbo - Vietnam - Trần Thị Hương Giang |

### Reines de beauté des continents
| Continent      | Candidate                      |
| -------------- | ------------------------------ |
| Afrique        | Afrique du Sud - Tatum Keshwar |
| Amérique       | Mexique - Perla Beltrán        |
| Asie & Océanie | Corée - Kim Joo-Ri             |
| Caraïbes       | Barbade - Leah Marville        |
| Europe         | Gibraltar - Kaiane Aldorino    |

## Candidates
- Miss Monde 2009
- 1re dauphine
- 2e dauphine
- 3e dauphine
- 4e dauphine
- Top 7 (de la 6e à la 7e place)
- Top 16 (de la 8e à la 16e place)
- De la 17e à la 112e place
- Pays n'ayant pas participé

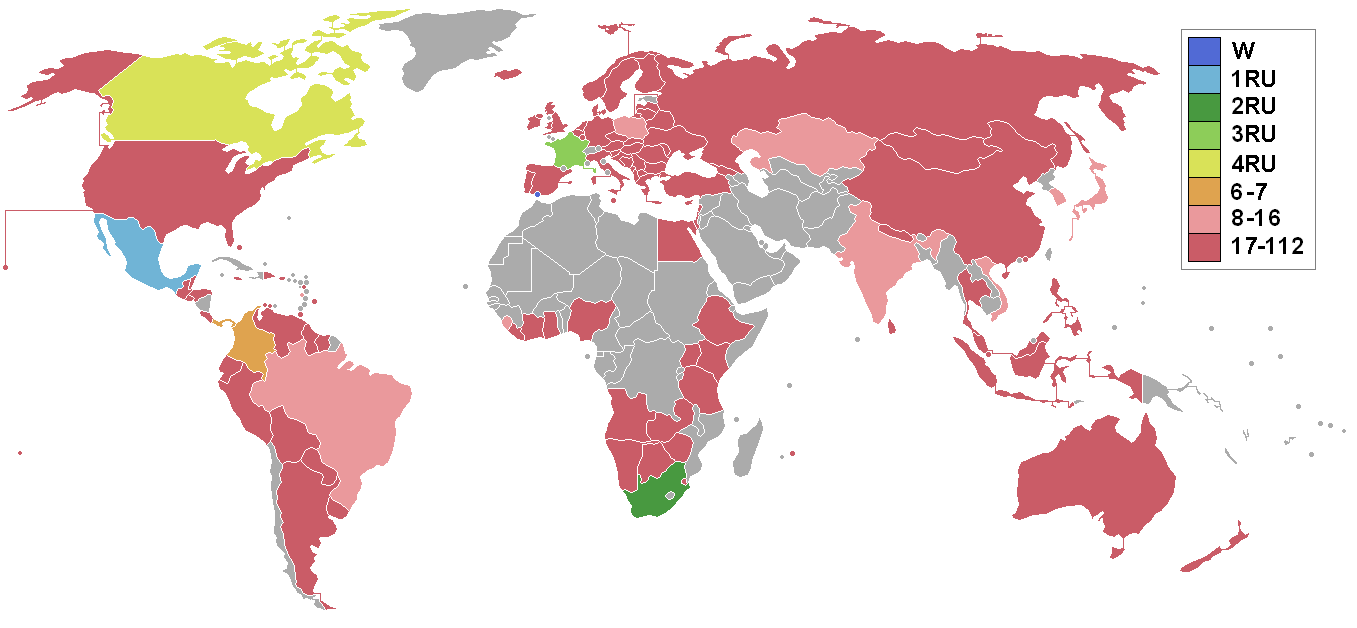
Pays représentés au concours de Miss Monde 2009 :
Miss Monde 2009
1re dauphine
2e dauphine
3e dauphine
4e dauphine
Top 7 (de la 6e à la 7e place)
Top 16 (de la 8e à la 16e place)
De la 17e à la place
Pays n'ayant pas participé

112 candidates ont concouru pour le titre de Miss Monde 2009 :
| Pays/Territoire représenté    | Nom                          | Âge    | Taille (cm) | Résidence        |
| ----------------------------- | ---------------------------- | ------ | ----------- | ---------------- |
| Afrique du Sud                | Tatum Keshwar                | 25 ans | 1,81 m      | Durban           |
| Albanie                       | Armina Mevlani               | 18 ans | 1,70 m      | Tirana           |
| États-Unis                    | Lisa-Marie Kohrs             | 22 ans | 1,75 m      | Malibu           |
| Angola                        | Jesinalda Silva              | 21 ans | 1,75 m      | Cabinda          |
| Argentine                     | Evelyn Lucía Manchón         | 23 ans | 1,76 m      | San Luis         |
| Aruba                         | Nuraisa Lispiër              | 24 ans | 1,67 m      | Sint Nicolaas    |
| Australie                     | Sophie Lavers                | 24 ans | 1,76 m      | Canberra         |
| Autriche                      | Anna Hammel                  | 22 ans | 1,70 m      | Linz             |
| Bahamas                       | Joanna Brown                 | 18 ans | 1,83 m      | Grand Bahama     |
| Barbade                       | Leah Marville                | 23 ans | 1,73 m      | Bridgetown       |
| Pays-Bas                      | Avalon-Chanel Weyzig         | 19 ans | 1,75 m      | Zwolle           |
| Biélorussie                   | Yulia Sindzeyeva             | 22 ans | 1,82 m      | Marina Horka     |
| Belgique                      | Zeynep Sever                 | 20 ans | 1,78 m      | Molenbeek        |
| Belize                        | Norma Leticia Lara           | 21 ans | 1,70 m      | San Pedro        |
| Bolivie                       | Flavia Foianini              | 20 ans | 1,76 m      | Santa Cruz       |
| Bosnie-et-Herzégovine         | Andrea Šarac                 | 18 ans | 1,76 m      | Gacko            |
| Botswana                      | Sumaiyah Marope              | 23 ans | 1,75 m      | Ramotswa         |
| Brésil                        | Luciana Bertolini            | 24 ans | 1,76 m      | Belo Horizonte   |
| Bulgarie                      | Antonia Petrova              | 25 ans | 1,80 m      | Pernik           |
| Curaçao                       | Chantalle Thomassen          | 24 ans | 1,81 m      | Willemstad       |
| Danemark                      | Nadia Ulbjerg Pedersen       | 25 ans | 1,74 m      | Kopenhagen       |
| Équateur                      | Gabriela Ulloa               | 22 ans | 1,80 m      | Esmeraldas       |
| Salvador                      | Elena Tedesco                | 18 ans | 1,65 m      | San Salvador     |
| Éthiopie                      | Lula Weldegebriel            | 20 ans | 1,77 m      | Addis-Abeba      |
| Philippines                   | Marie-Ann Umali              | 22 ans | 1,73 m      | Batangas         |
| Finlande                      | Sanna Kankaanpää             | 24 ans | 1,73 m      | Turku            |
| Géorgie                       | Tsira Suknidze               | 19 ans | 1,82 m      | Chiatura         |
| Ghana                         | Mawuse Appea                 | 23 ans | 1,80 m      | Legon            |
| Gibraltar                     | Kaiane Aldorino              | 23 ans | 1,74 m      | Gibraltar        |
| Guadeloupe                    | Béatrice Blaise              | 22 ans | 1,80 m      | Basse-Terre      |
| Guatemala                     | Alida Boer                   | 24 ans | 1,80 m      | Guatemala City   |
| Guyana                        | Imarah Radix                 | 24 ans | 1,65 m      | Georgetown       |
| Honduras                      | Blaise Masey                 | 19 ans | 1,73 m      | San Pedro Sula   |
| Hong Kong Chine               | Sandy Lau                    | 23 ans | 1,60 m      | Hong Kong        |
| Hongrie                       | Orsolya Serdült              | 22 ans | 1,75 m      | Budapest         |
| Inde                          | Pooja Chopra                 | 24 ans | 1,73 m      | Pune             |
| Indonésie                     | Kerenina Sunny Halim         | 23 ans | 1,67 m      | Jakarta          |
| Angleterre                    | Katrina Hodge                | 22 ans | 1,80 m      | Tunbridge Wells  |
| Irlande                       | Laura Patterson              | 19 ans | 1,76 m      | Derry            |
| Irlande du Nord               | Cherie Gardiner              | 18 ans | 1,82 m      | Bangor           |
| Islande                       | Guðrún Dögg Rúnarsdóttir     | 18 ans | 1,84 m      | Akranes          |
| Israël                        | Adi Rodnitzki                | 20 ans | 1,70 m      | Tel Aviv         |
| Italie                        | Alice Taticchi               | 19 ans | 1,84 m      | Pérouse          |
| Jamaïque                      | Kerrie Baylis                | 21 ans | 1,77 m      | Surrey           |
| Japon                         | Eruza Sasaki                 | 21 ans | 1,74 m      | Okinawa          |
| Allemagne                     | Stefanie Peeck               | 22 ans | 1,72 m      | Schwerin         |
| Canada                        | Lena Ma                      | 22 ans | 1,79 m      | North York       |
| Kazakhstan                    | Dina Nuraliyeva              | 24 ans | 1,72 m      | Chimkent         |
| Kenya                         | Fiona Konchella              | 20 ans | 1,75 m      | Nairobi          |
| Corée                         | Kim Joo-ri                   | 21 ans | 1,73 m      | Seoul            |
| Colombie                      | Daniela                      | 21 ans | 1,75 m      | Cali             |
| Costa Rica                    | Angie Alfaro                 | 18 ans | 1,74 m      | Alajuela         |
| Croatie                       | Ivana Vasilj                 | 21 ans | 1,72 m      | Cologne          |
| Lettonie                      | Ieva Lase                    | 21 ans | 1,72 m      | Riga             |
| Liban                         | Martine Andraos              | 19 ans | 1,70 m      | Beyrouth         |
| Liberia                       | Shurina Rose Wiah (°?-†2014) | 22 ans | 1,75 m      | Monrovia         |
| Lituanie                      | Vaida Petraškaitė            | 23 ans | 1,70 m      | Kaunas           |
| Luxembourg                    | Diana Nilles                 | 21 ans | 1,83 m      | Walferdange      |
| Macédoine                     | Suzana Al-Salkini            | 25 ans | 1,76 m      | Skopje           |
| Malaisie                      | Thanuja Ananthan             | 24 ans | 1,80 m      | Kuala Lumpur     |
| Malte                         | Shanel Debattista            | 23 ans | 1,71 m      | Pietà            |
| Martinique                    | Ingrid Littre                | 22 ans | 1,77 m      | Fort-de-France   |
| Maurice                       | Anaïs Veerapatren            | 23 ans | 1,78 m      | Curepipe         |
| Mexique                       | Perla Beltrán                | 23 ans | 1,78 m      | Guamúchil        |
| Égypte                        | Samah Shalaby                | 23 ans | 1,74 m      | Le Caire         |
| Moldavie                      | Maria Bragaru                | 18 ans | 1,78 m      | Chișinău         |
| Mongolie                      | Battsetseg Batbaatar         | 24 ans | 1,77 m      | Oulan-Bator      |
| Monténégro                    | Marijana Pokrajac            | 22 ans | 1,79 m      | Podgorica        |
| Namibie                       | Happie Ntelamo               | 21 ans | 1,85 m      | Katima Mulilo    |
| Népal                         | Zenisha Moktan               | 20 ans | 1,68 m      | Katmandou        |
| Nigeria                       | Glory Chuku                  | 24 ans | 1,78 m      | Lafia            |
| Norvège                       | Sara Skjoldnes               | 18 ans | 1,70 m      | Skien            |
| Panama                        | Nadege Herrera               | 22 ans | 1,82 m      | Panama           |
| Côte d'Ivoire                 | Rosine Gnago                 | 21 ans | 1,70 m      | Yamoussoukro     |
| Paraguay                      | Tamara Sosa                  | 20 ans | 1,82 m      | Asunción         |
| France                        | Chloé Mortaud                | 20 ans | 1,80 m      | Bénac            |
| Pérou                         | Claudia Carrasco             | 21 ans | 1,74 m      | Cuzco            |
| Pologne                       | Anna Jamróz                  | 22 ans | 1,79 m      | Rumia            |
| Portugal                      | Marta Cadilhe                | 24 ans | 1,75 m      | Viana do Castelo |
| Porto Rico                    | Jennifer Colón               | 21 ans | 1,75 m      | Bayamón          |
| Tchéquie                      | Aneta Vignerová              | 21 ans | 1,80 m      | Havirov          |
| République dominicaine        | Ana Contreras                | 25 ans | 1,68 m      | Bayaguana        |
| République populaire de Chine | Yu Sheng                     | 22 ans | 1,74 m      | Anhui            |
| Roumanie                      | Loredana Violeta Salanta     | 18 ans | 1,78 m      | Bistrița         |
| Russie                        | Ksenia Shipilova             | 18 ans | 1,75 m      | Kokhma           |
| Nouvelle-Zélande              | Magdalena Schoeman           | 19 ans | 1,72 m      | Christchurch     |
| Serbie                        | Jelena Markovic              | 21 ans | 1,75 m      | Užice            |
| Sierra Leone                  | Mariatu Kargbo               | 24 ans | 1,72 m      | Freetown         |
| Singapour                     | Pilar Carmelita Arlando      | 20 ans | 1,69 m      | Singapura        |
| Chypre                        | Christalla Tsiali            | 18 ans | 1,69 m      | Larnaca          |
| Écosse                        | Katharine Brown              | 22 ans | 1,80 m      | Dunblane         |
| Slovaquie                     | Barbora Franeková            | 21 ans | 1,78 m      | Žilina           |
| Slovénie                      | Tina Petelin                 | 24 ans | 1,80 m      | Maribor          |
| Espagne                       | Carmen Laura García          | 22 ans | 1,80 m      | Granada          |
| Sri Lanka                     | Gamya Wijayadasa             | 23 ans | 1,65 m      | Malabe           |
| Suriname                      | Zoureena Rijger              | 18 ans | 1,71 m      | Paramaribo       |
| Swaziland                     | Nompilo Mncina               | 23 ans | 1,78 m      | Mbabane          |
| Suède                         | Erica Harrison               | 19 ans | 1,78 m      | Djurhamn         |
| Tahiti-Polynésie française    | Nanihi Bambridge             | 19 ans | 1,71 m      | Papeete          |
| Tanzanie                      | Miriam Odemba                | 21 ans | 1,72 m      | Mwanza           |
| Thaïlande                     | Pongchanok Kunklub           | 18 ans | 1,74 m      | Bangkok          |
| Trinité-et-Tobago             | Ashanna Arthur               | 22 ans | 1,73 m      | Glencoe          |
| Turquie                       | Ebru Şam                     | 18 ans | 1,75 m      | Solingen         |
| Ouganda                       | Maria Namiiro                | 21 ans | 1,73 m      | Londres          |
| Ukraine                       | Evgeniya Tulchevskaya        | 19 ans | 1,78 m      | Dnipropetrovsk   |
| Uruguay                       | Claudia Vanrell              | 22 ans | 1,76 m      | Montevideo       |
| Venezuela                     | María Milagros Véliz         | 23 ans | 1,78 m      | Guacara          |
| Vietnam                       | Trần Thị Hương Giang         | 22 ans | 1,78 m      | Hai Duong        |
| Pays de Galles                | Lucy Whitehouse              | 22 ans | 1,68 m      | Barry            |
| Grèce                         | Alkisti Anyfanti             | 23 ans | 1,76 m      | Athènes          |
| Zambie                        | Sekwila Mumba                | 23 ans | 1,74 m      | Kabwe            |
| Zimbabwe                      | Vanessa Sibanda              | 21 ans | 1,77 m      | Harare           |

## Cérémonie de l'élection

### Best World Dress Designer
Le concours Miss Talent s'est déroulé le 28 novembre au Turnine Hall de Johannesbourg.
- Gagnante: Mariatu Kargbo ( Sierra Leone)
- 1re dauphine: Tatum Keshwar ( Afrique du Sud)
- 2e dauphine: Kerrie Baylis ( Jamaïque)
- Top 12: Leah Marville ( Barbade), Yu Sheng ( Chine), Kim Joo-ri ( Corée), Chloé Mortaud ( France), Alice Taticchi ( Italie), Nadege Herrera ( Panama), Claudia Carrasco ( Pérou), Jennifer Colón ( Porto Rico), Ebru Şam ( Turquie)

## Challenge Events

### Miss Sports
Le concours Miss Sports a été prévu le 8 novembre au Nelson Mandela Bay Stadium au Port Elizabeth.
- Gagnante: Eruza Sasaki ( Japon)
- 1re dauphine: Kerrie Baylis ( Jamaïque)
- 2e dauphine: Orsolya Serdült ( Hongrie)
- Top 6: Pooja Chopra ( Inde), Ieva Lase ( Lettonie), María Milagros Véliz ( Venezuela)
- Top 12: Sophie Lavers ( Australie), Kaiane Aldorino ( Gibraltar), Jennifer Colón ( Porto Rico), Mariatu Kargbo ( Sierra Leone), Ashanna Arthur ( Trinité-et-Tobago), Claudia Vanrell ( Uruguay)

### Miss Talent
Le concours Miss Talent s'est déroulé le 22 novembre au Théâtre Victoria de Johannesbourg.
- Gagnantes: Lena Ma ( Canada), Mariatu Kargbo ( Sierra Leone)
- 1re dauphine: Kim Joo-ri ( Corée)
- 2e dauphine: Sara Skjoldnes ( Norvège)
- 3e dauphine: Sophie Lavers ( Australie)
- Top 22: Armina Mevlani ( Albanie), Joanna Brown ( Bahamas), Leah Marville ( Barbade), Flavia Foianini ( Bolivie), Andrea Šarac ( Bosnie-et-Herzégovine), Antonia Petrova ( Bulgarie), Carmen Laura García ( Espagne), 
Tsira Suknidze ( Géorgie), Kaiane Aldorino ( Gibraltar), Imarah Radix ( Guyana), Kerenina Sunny Halim ( Indonésie), Martine Andraos ( Liban), Anaïs Veerapatren ( Maurice), Jelena Marković ( Serbie), Zoureena Rijger ( Suriname), 
Pongchanok Kanklab ( Thaïlande), Vanessa Sibanda ( Zimbabwe)

### Miss Beach Beauty
Le concours Miss Talent s'est déroulé le 25 novembre dans la vallée des piscines du Zimbali Resort de Durban.
- Gagnante: Kaiane Aldorino ( Gibraltar)
- 1re dauphine: Nadege Herrera ( Panama)
- 2e dauphine: Katharine Brown ( Écosse)
- 3e dauphine: Chloé Mortaud ( France)
- 4e dauphine: Flavia Foianini ( Bolivie)
- Top 12: Tatum Keshwar ( Afrique du Sud), Leah Marville ( Barbade), Kerenina Sunny Halim ( Indonésie), Perla Beltrán ( Mexique), Jennifer Colón ( Porto Rico), Trần Thị Hương Giang ( Vietnam), Vanessa Sibanda ( Zimbabwe)
- Top 20: Kim Joo-ri ( Corée), Ivana Vasilj ( Croatie), Lisa-Marie Kohrs ( États-Unis), Lula Weldegebriel ( Éthiopie), Kerrie Baylis ( Jamaïque), Happie Ntelamo ( Namibie), Ana Contreras ( République dominicaine), Claudia Vanrell ( Uruguay)

### Miss Top Model
Le concours Miss Talent s'est déroulé le 22 novembre au Théâtre Victoria de Johannesbourg.
- Gagnante: Perla Beltrán ( Mexique)
- 1re dauphine: Trần Thị Hương Giang ( Vietnam)
- 2e dauphine: Ingrid Littré (Modèle:MTQ (1931-2019))
- Top 12: Tatum Keshwar ( Afrique du Sud), Leah Marville ( Barbade, Katharine Brown ( Écosse), Chloé Mortaud ( France), Alice Taticchi ( Italie), Kerrie Baylis ( Jamaïque), Thanuja Ananthan ( Malaisie), Nadege Herrera ( Panama), 
Ebru Şam ( Turquie)

### Beauty with a Purpose
- Gagnante: Pooja Chopra ( Inde)
- 1re dauphine: Alida Boer ( Guatemala)
- 2e dauphine: Leah Marville ( Barbade)

## Observations